# Новий Сундир
Новий Сунди́р (рос. Новый Сундырь, чув. Çĕнĕ Сĕнтĕр) — присілок у складі Комсомольського району Чувашії, Росія. Входить до складу Александровського сільського поселення.
Населення — 234 особи (2010; 236 у 2002).
Національний склад:
- чуваші — 99 %